# Венчание Казимира Ягеллончика и Эльжбеты Австрийской
«Венчание Казимира Ягеллончика и Эльжбеты Австрийской» (пол. Ślub Kazimierza Jagiellończyka z arcyksiężniczką Elżbietą) — картина польского художника Яна Матейко на исторический сюжет, созданная в 1870-х годах. Её оригинал утрачен, сохранилась только гравюра.
На картине изображена церемония венчания короля польского и великого князя литовского Казимира IV и Елизаветы (Эльжбеты) Австрийской, которая прошла 10 марта 1454 года.